# Eurycyde acanthopus
Eurycyde acanthopus är en havsspindelart som beskrevs av Stock, J.H. 1979. Eurycyde acanthopus ingår i släktet Eurycyde och familjen Ammotheidae. Inga underarter finns listade i Catalogue of Life.